# Bernard Prince
Bernard Prince és un personatge de ficció de còmic. Aquest personatge es va publicar per primera vegada a la revista Tintin l'any 1966, amb guió de Greg i dibuix de Hermann Huppen. Bernard Prince, és un antic agent de la Interpol. Quan decideix canviar de vida, s'embarca en el seu vaixell, el Cormorán acompanyat dels seus amics, el mariner Barney Jordan, pilot de l'embarcació i el jove Djinn, un noi orfe molt jovenet, trapella i molt espavilat, d'origen hindú. Tots tres viuen les més diverses aventures en els seus viatges que els porten per tot el planeta, el nord d'Africa, Manhattan, Amèrica del sud o la Xina.

## Biografia de Ficció
Les primeres aventures, Bernard Prince, transcorren als anys seixanta, treballa per a la Interpol i les viu en àmbits urbans, fins que s'embarca en el seu vaixell «Cormorán» amb els seus companys d'aventures, Djinn, un noi molt jovenet que té a càrrec seu i de Barney Jordan, un mariner grassonet i d'una certa edat al qual no li fa cap menyspreu a tot el que sigui alcohol. Les primeres aventures a bord del Cormorán la van viure a la Xina, on tenien l'encàrrec d'abastir una fortificació situada a la desembocadura del Riu Groc, tasca gens fàcil, perquè aquesta fortificació estava envoltada per les tropes del general Satan. En una altra de les seves aventures li varen negar l'entrada a un port sud-americà, dominat per un personatge, que procura que els curiosos estiguin allunats dels seus negocis il·lícits, però malgrat que els vigilants armats els apunten, nogensmenys desembarquen i s'enfronten l'home de negocis que domina el port.
Diversos són els escenaris exòtics i perillosos on el trio protagonista viu aventures, des del caló insuportable d'un desert, l'atapeïda vegetació de la selva Amazònica, la claustrofòbia d'una illa en flames, el fred extrem d'un paratge gelat, fins a tenir-se d'enfrontar a un espès núvol de mosquits en una zona pantanosa.

## Trajectòria Editorial
Bernard Prince, es va publicar per primera vegada a la revista Tintin l'any 1966. Les primeres historietes tenien una extensió més aviat curta, el personatge es dedica a resoldre casos amb trames detectivesques, amb guions de Greg, Cheradic i del dibuixant Hermann Huppen. Una vegada la sèrie es va consolidar va començar a fer els capítols més llargs, l'entrega vuitena i novena varen tenir 23 i 22 pàgines respectivament, després d'aquestes les historietes varen tenir 44 o 46 pàgines, amb guió de Greg i pensades per esser editades posteriorment en un àlbum, d'una manera puntual encara es va publicar alguna historieta curta.
Autors
El creador de la sèrie és el guionista Greg, que fa guions complexos, amb subtrames molt ben enllaçades i desenvolupades en el context de l'aventura, amb uns diàlegs impecables i una molt bona caracterització dels personatges. El dibuixant Hermann, és l'encarregat de la part gràfica, en aquesta sèrie es pot veure la seva evolució artística, així passa d'un dibuix de línia clara i adaptat als canons de l'escola francobelga, imposats per Jijé, a un dibuix molt més realista i brusc fins a tornar-se d'una estètica de lletjor el seu estil cada vegada es fa més personal fins a convertir-se en inconfusible.

## Dades de Publicació
Taula amb dades de publicació del Personatge
| Publicació            | Numero      | Any de Publicació | Editorial                | Format           | Guio     | Dibuix  | Títol                               | Pagines | A Catalunya                            | Notes                                                                                              |
| --------------------- | ----------- | ----------------- | ------------------------ | ---------------- | -------- | ------- | ----------------------------------- | ------- | -------------------------------------- | -------------------------------------------------------------------------------------------------- |
| Tintin (edició Belga) | 1           | 1966              | Lombard                  | Revista          | Greg     | Hermann | "Billet Surprise"                   | 4       | Inèdita a Catalunya                    | Reeditada en àlbum, al número 14 de la col·lecció, Bernard Prince (Lombard, 1980)                  |
| Tintin (edició Belga) | 4           | 1966              | Lombard                  | Revista          | Hermann  | Hermann | "Simple Routine"                    | 4       | Inèdita a Catalunya                    | Reeditada en àlbum, al número 14 de la col·lecció, Bernard Prince (Lombard, 1980)                  |
| Tintin (edició Belga) | 10          | 1966              | Lombard                  | Revista          | Hermann  | Hermann | "Operátion `Jeunes Mariés´"         | 4       | Inèdita a Catalunya                    | Reeditada en àlbum, al número 14 de la col·lecció, Bernard Prince (Lombard, 1980)                  |
| Tintin (edició Belga) | 13          | 1966              | Lombard                  | Revista          | Greg     | Hermann | "Especialité Maison"                | 4       | Inèdita a Catalunya                    | Reeditada en àlbum, al número 14 de la col·lecció, Bernard Prince (Lombard, 1980)                  |
| Tintin (edició Belga) | 17          | 1966              | Lombard                  | Revista          | Hermann  | Hermann | "Le Troisième Témoin"               | 4       | Inèdita a Catalunya                    | Reeditada en àlbum, al número 14 de la col·lecció, Bernard Prince (Lombard, 1980)                  |
| Tintin (edició Belga) | 27          | 1966              | Lombard                  | Revista          | Cheradic | Hermann | "Une lanterne pour un Petit Poucet" | 6       | Inèdita a Catalunya                    | Reeditada en àlbum, al número 14 de la col·lecció, Jeune Europa i a Bernard Prince (Lombard, 1969) |
| Tintin (edició Belga) | 33          | 1966              | Lombard                  | Revista          | Greg     | Hermann | "L'Évasion du Cormoran"             | 6       | Super DDT, 84                          | Reeditada en àlbum, al número 14 de la col·lecció, Bernard Prince (Lombard, 1980)                  |
| Tintin (edició Belga) | 3-13        | 1967              | Lombard                  | Revista          | Greg     | Hermann | "Les pirates de Lokanga"            | 23      | Gran Aventura, 1 i a Bernard Prince, 1 | Reeditada en àlbum, al número 61 de la col·lecció, Bernard Prince (Lombard, 1969)                  |
| Tintin (edició Belga) | 16-26       | 1967              | Lombard                  | Revista          | Greg     | Hermann | "Le Géneral Satan"                  | 22      | Gran Aventura, 1 i a Bernard Prince, 1 | Reeditada en àlbum, al número 61 de la col·lecció, Jeune Europa i a Bernard Prince (Lombard, 1969) |
| Super DDT             | Sense dades | 1973-1983         | Editorial Bruguera, S.A. | Quadern de Grapa | Greg     | Hermann | Diverses Historietes                |         | Sense dades                            | A diversos números                                                                                 |